# Francis Ricciardone

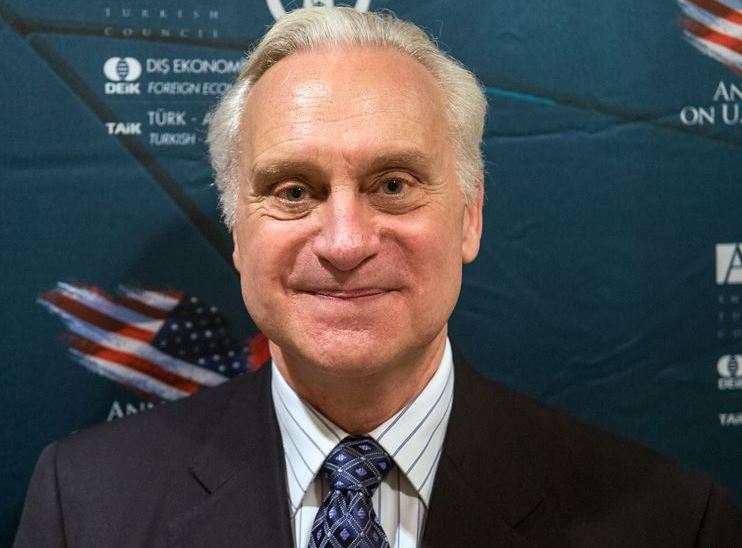
Francis Ricciardone

Francis J. Ricciardone jr. (* 1951 in Boston, Massachusetts) ist Präsident der American University in Cairo und ehemaliger US-amerikanischer Diplomat.
Nach seinem Abschluss mit Auszeichnung am Dartmouth College 1973 erhielt er ein Stipendium des Fulbright-Programms, um in Italien zu unterrichten. Er ging 1976 als Lehrer in den Iran und reiste durch Südwest-Asien, Europa und den Nahen Osten und trat 1978 in den Dienst des US-Außenministeriums ein.
Seit 2016 ist er Präsident der American University in Cairo.
Von 2011 bis 2014 war Ricciardone US-Botschafter in Ankara, von 2005 bis 2008 in Kairo, und davor in Manila und in Palau (2002–2005). Zudem war er Gesandter in der US-Botschaft in Kabul. Während dieser Zeit wurde Ricciardone vom US-Außenministerium für einen Forschungsaufenthalt am United States Institute of Peace (USIP) beurlaubt.

## Privates
Ricciardone ist verheiratet und hat zwei Töchter.